# 다코타 블루 리처즈
다코타 블루 리처즈(Dakota Blue Richards, 1994년 4월 11일 ~ )는 잉글랜드의 배우이다.

## 출연 작품
- 칙릿 (2016)
- 외계 대 침공 (2015)
- 더 폴드 (2013)
- skins 6 (2012)
- skins 5 (2011)
- 파이브 마일즈 아웃 (2009)
- 쓰레기통 아기 (2008)
- 문프린세스: 문에이커의 비밀 (2008)
- 황금나침반 (2007)